# 시마즈 히사미쓰

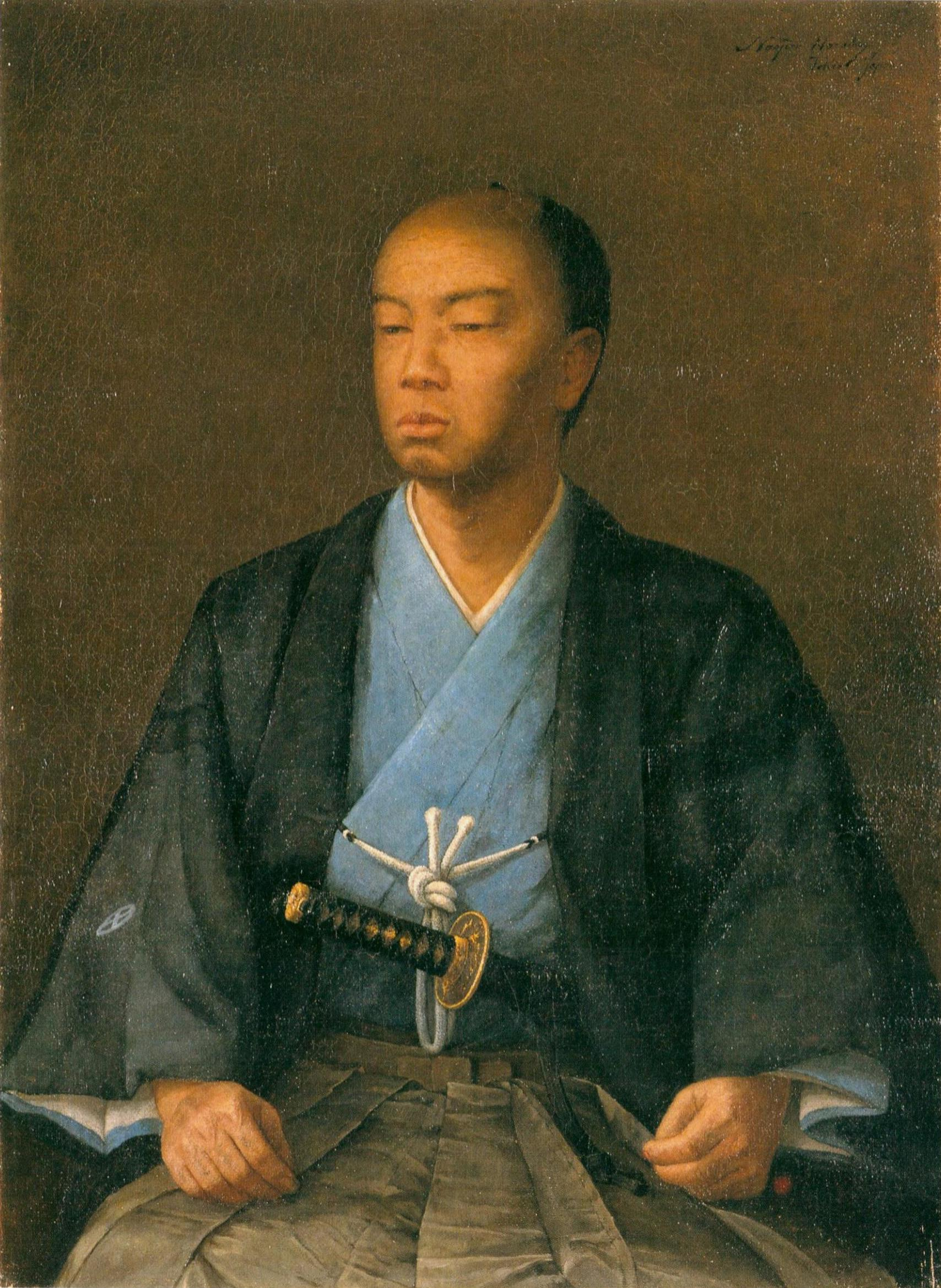
시마즈 히사미쓰

시마즈 히사미쓰(일본어: 島津久光, 1817년 ~ 1887년)은 에도 시대 말기부터 메이지 초기에 걸친 일본의 정치인이다. 막말의 사쓰마번에서 사실상 최고 권력자로서 공무합체 운동을 추진했다. 메이지 정부의 내각고문, 좌대신. 시게토미(重富, 에치젠 가문) 시마즈 가문의 제5대 당주, 후의 다마자토(玉里, 다마자토 가문) 시마즈 가문의 초대 당주.
위계훈등작위는 종1위대훈 위공작. 자는 군휘(君輝), 방행(邦行). 아호는 어린 시절엔 덕양(徳洋), 이후에는 대간(大簡), 나베마쓰(双松), 완고도인(玩古道人)・무지옹(無志翁)이라 일컬어졌다.

## 가계
시마즈 가문 27대 당주(사쓰마번 10대 번주) 시마즈 나리오키의 다섯째 아들. 동 28대 당주(11대 번주) 시마즈 나리아키라는 배다른 형, 동 29대 당주(12대 번주) 시마즈 다다요시는 장남. 차남 히사하루는 미야노조가(宮之城家, 미야노조 시마즈가), 넷째 아들 우즈히코는 시게토미 가문, 다섯째 아들 다다카타는 이마이즈미 가문(今和泉家, 이마이즈미 시마즈 가문), 일곱째 아들 다다나리는 다마자토 가문 등 시마즈 가의 예로부터 내려 온 분가를 각각 물려받았다.
외증손녀에 고준 황후, 외고손자에 긴조 천황이 있다.